# Alondes
Els alondes o alondae foren un poble de l'interior de la Sarmàcia asiàtica que vivia a l'est dels diduris.